# Liste der Baudenkmäler in Hüllhorst
Die Liste der Baudenkmäler in Hüllhorst enthält die denkmalgeschützten Bauwerke auf dem Gebiet der Gemeinde Hüllhorst im Kreis Minden-Lübbecke in Nordrhein-Westfalen (Stand: 28. Juni 2018). Diese Baudenkmäler sind in der Denkmalliste der Gemeinde Hüllhorst eingetragen; Grundlage für die Aufnahme ist das Denkmalschutzgesetz Nordrhein-Westfalen (DSchG NRW).

## Legende
- Bild: zeigt ein Bild des Baudenkmals
- Bezeichnung: nennt den Namen bzw. die Bezeichnung des Baudenkmals
- Lage: gibt die Straße und Hausnummer des Baudenkmals an (sofern vorhanden) sowie die Lage auf einer Karte an
- Beschreibung: liefert weitere Informationen zum Baudenkmal
- Bauzeit: gibt das Jahr der Fertigstellung an bzw. den Zeitraum der Errichtung
- Eingetragen seit: gibt die Eintragung in die Denkmalliste an
- Denkmal Nr.: gibt die Nummer des Baudenkmals, mit dem es in der Denkmalliste steht, an

## Liste der Baudenkmäler in Hüllhorst
| Bild | Bezeichnung                                                                                              | Lage                                                                        | Beschreibung | Bauzeit                        | Eingetragen seit                    | Denkmal- nummer |
| --- | --- | --------------------------------------------------------------------------- | --- | ------------------------------ | ----------------------------------- | --------------- |
| [[Vorlage:Bilderwunsch/code!/C:52.256076,8.700864!/D:Hofanlage, Tengerner Straße 154 Flur: 3, Flurstück: 431 !/\|BW]] | Hofanlage                                                                                                | Tengern Tengerner Straße 154 Flur: 3, Flurstück: 431 Karte                  | Stattliche Hofanlage mit reichem Fachwerk. Linksseitig massiver Anbau, Fachwerkanbau am Wohnfach, weiße Gefache, glatter Giebel mit verbretterter Spitze und Geckpfahl, graue Pfannendeckung, Wohngiebel mit reichem Fachwerk auf Stichbalken und Füllhölzern vorkragend, Inschriften auf Torbalken und Giebelschwellen beider Giebel. | 1807                           | 31. Dez. 1985                       | 1               |
| [[Vorlage:Bilderwunsch/code!/C:52.255545,8.700897!/D:Gasthof, Tengerner Straße 161 Flur: 3, Flurstück: 807 !/\|BW]] | Gasthof                                                                                                  | Tengern Tengerner Straße 161 Flur: 3, Flurstück: 807 Karte                  | Traufenständiger Bau, linker Teil teilweise massiv, zweigeschossig mit weißen Gefachen, Tor zugesetzt, rote Pfannendeckung, beide Giebel verkleidet, rückwärts massiver Anbau, Inschrift auf Torbalken. | 1886                           | 31. Dez. 1985                       | 2               |
| Hof (Wohnhaus) | Hof (Wohnhaus)                                                                                           | Hüllhorst Gartenweg 4 Flur: 5, Flurstück: 209 Karte                         | Kleiner Vierständer-Wirtschaftsteil eines Hofes zum Wohnhaus umgebaut. Wohnteil des Bauernhauses quer in Backstein angefügt. Hofgiebel und Seitenwand im Fachwerk erhalten, weiße Gefache, Giebel und Knaggen und Stichbalken, zweifach vorkragend, Spitze verbrettert, Dachstuhl neu. Ältere Hölzer verwendet (u. a. auf Kopfband im Tor 1752). | 1752/1834                      | 30. Apr. 1986                       | 3               |
| [[Vorlage:Bilderwunsch/code!/C:52.282269,8.695626!/D:Wohnhaus (Hof), Im Ort 7 Flur: 3, Flurstück: 148 !/\|BW]] | Wohnhaus (Hof)                                                                                           | Holsen Im Ort 7 Flur: 3, Flurstück: 148 Karte                               | Großer Zweiständerhof mit linksseitiger Kübbung von beachtlicher Länge, Giebel auf Knaggen vorkragend, oberes Drittel verbrettert, rote Pfannendeckung, Rückgiebel zweifach auf Stichbalken vorkragend, verbretterte Spitze. Inschrift auf Torbalken. | 1795                           | 30. Apr. 1986                       | 4               |
| | Heuerlinghaus                                                                                            |                                                                             | | 1842                           | 30. Apr. 1986 Gelöscht: 7. Mai 1986 | 5               |
| weitere Bilder | Wassermühle                                                                                              | Hüllhorst Nachtigallental 5 Flur: 3, Flurstück: 113 Karte                   | Wassermühle mit weißen Gefachen, Hofgiebel verbrettert, Krüppelwalm, Rückgiebel glatt mit Krüppelwalm. Seitlich rechts Fachwerk-Stallanbau. Zum Stau hin hoher Bruchsteinsockel, Stauzuleitung noch vorhanden, ebenso Mühlenränder und Inventar. Rote Pfannendeckung. | 1900                           | 30. Apr. 1986                       | 6               |
| Heuerlingshaus und Dreiständerhof | Heuerlingshaus und Dreiständerhof                                                                        | Hüllhorst Nachtigallental 8 Flur: 4, Flurstück: 200 Karte                   | Stattliche Hofanlage, Dreiständerbau von beträchtlichen Ausmaßen, linke Seitenwand teilweise massiv, Gefache weiß auf Lehm- und Bruchsteinfüllungen, Giebel auf Knagge zweifach vorkragend auf Stichbalken, rote Pfannendeckung, weiter ein größeres Heuerlingshaus. | 1797 und 1789                  | 30. Apr. 1986                       | 7               |
| [[Vorlage:Bilderwunsch/code!/C:52.281826,8.635225!/D:Fachwerkgebäude, Buchenweg 6a Flur: 1, Flurstück: 170 !/\|BW]] | Fachwerkgebäude                                                                                          | Oberbauerschaft Buchenweg 6a Flur: 1, Flurstück: 170 Karte                  | Gebäude der bäuerlichen Kultur des 18. Jahrhunderts. | 1786                           | 30. Apr. 1986                       | 8               |
| [[Vorlage:Bilderwunsch/code!/C:52.265241,8.663018!/D:Vierständerhof, Nachtigallental 44 Flur: 3, Flurstück: 98 !/\|BW]] | Vierständerhof                                                                                           | Hüllhorst Nachtigallental 44 Flur: 3, Flurstück: 98 Karte                   | Stattlicher Vierständerhof mit weißen Putzfüllungen in engen Gefachen. Giebeldreieck auf profilierten Knaggen vorkragend, Giebelspitzen verbrettert und ebenfalls auf Knaggen. Am Wohnteil Fachwerkanbau, Wohngiebel auf Füllhölzern (geschwungenes Profil und Stichbalken), Giebel zweifach vorkragend, Spitze verbrettert mit Geckpfahl, rote Pfannendeckung, Inschrift auf Torbalken. | 1831                           | 30. Apr. 1986                       | 9               |
| | Fachwerk-Heuerlingshaus                                                                                  |                                                                             | | 19. Jahrhundert                | Gelöscht: 9. Sep. 1998              | 10              |
| Feuerwehrhaus | Feuerwehrhaus                                                                                            | Schnathorst Lübber Siek 3 Flur: 3, Flurstück: 32 Karte                      | Feuerwehrhaus mit Turm über dem Torgiebel, Verbretterung bis in das Giebeldreieck durchgezogen, in den Seitenwänden Lanzettfenster und im vorderen Teil je zwei Wandpfeiler, über dem Satteldach mit roten Pfannen ein kleiner Dachreiter. | um 1925                        | 5. Sep. 1989                        | 11              |
| weitere Bilder | Rossmühle                                                                                                | Oberbauerschaft Oberbauerschafter Straße 274 Flur: 27, Flurstück: 53 Karte  | Göpelwerk in einem achteckigen Fachwerkbau unter einem Zeltdach. Das Fachwerkgefüge ist mit Mauerwerk ausgefacht und weiß geschlämmt, das Zeltdach mit Reet eingedeckt. Bokemühle in einem eigenständigen, längsrechteckigen Fachwerkbau unter Satteldach, rechtwinkelig zum Göpelwerk. Eingängige Getreidemühle in einem quadratischen Fachwerkbau, ebenfalls unter Satteldach. | 1797                           | 5. Sep. 1989                        | 12              |
| weitere Bilder | Windmühlenstumpf                                                                                         | Schnathorst Wulferdingsener Straße 16 Flur: 1, Flurstück: 406/110 Karte     | Stumpf einer Turmwindmühle auf Kreisgrundriss, Erdgeschoss mit vertikalen Wänden, ab erstem Obergeschoss konisch, Mauerwerk um drei Meter abgetragen, flaches Pyramidendach, Wände geteert, Haube fehlt völlig, 1937 demontiert, Mauerwerk gut. | 1883                           | 5. Sep. 1989                        | 13              |
| weitere Bilder | Ev. Christuskirche                                                                                       | Oberbauerschaft Oberbauerschafter Straße 173 Flur: 19, Flurstück: 156 Karte | Einschiffiger, dreijochiger Backsteinsaalbau in neugotischen Formen mit eingezogenem Rechteckchor und vorgesetztem Westturm. Über der nördlichen Eingangstür am Windfangvorbau datiert „1898“. Im Winkel von Chor und Schiff an der Nordseite niedriger Sakristeianbau, entsprechend auf der Südseite kleiner halbrunder Anbau in der Art einer halbierten Apsis. An der Nordseite des Turmes polygonaler Treppenturm. Satteldächer mit dunkel engobierten Hohlpfannen gedeckt, der achtseitige Turmhelm mit Schieferdeckung. Fenster in den Seitenwänden des Schiffs paarweise geordnet, hier in Holzrahmen einfache ornamentale Bleiverglasung aus der Bauzeit. Im Stirnfenster des Chores figürliche Glasmalerei. | 1898–1899                      | 24. Okt. 1990                       | 14              |
| weitere Bilder | Ev. Andreaskirche                                                                                        | Hüllhorst Alte Straße 3 Flur: 5, Flurstück: 480 Karte                       | Neugotische Sandsteinquader-Hallenkirche mit verputztem Turm. Turmhelm verschindelt. Im Untererdgeschoss paarige Fenster mit aufgesprengten Rundbogen, darüber fünf Messwerkfenster. Umlaufende Holzempore, hölzerne Dachkonstruktion, flaches Dach auf Eisenpfeilern, die zugleich die Empore tragen. Eiserne Schnippbogen und Holzeindeckung. Apsis mit Triumphbogen mit 5/8-Schluss, Rippengewölbe alte Verglasung, spätgotisches Altarkreuz. Kanzel der Erbauungszeit. Taufstein 1675 in Form eines langstichigen Kelches. | 1870–1871, Turm 1592           | 18. Dez. 1990                       | 15              |
| weitere Bilder | Ev. Kirche Schnathorst                                                                                   | Schnathorst Tengerner Straße 7 Flur: 3, Flurstück: 358 Karte                | Neugotische Hallenkirche. Vorgängerbau 1901 abgebrochen, verbliebener Turmstumpf datiert 1766. Kreuzförmiger Saal mit umlaufenden Emporen mit Teilen der alten Ausstattung, Fresken im Chor, Altar, Kanzel, Bodenfliesen im Chor, alte Glasfenster. | 1901–1902                      | 18. Dez. 1990                       | 16 Wikidata     |
| [[Vorlage:Bilderwunsch/code!/C:52.273627,8.730968!/D:Heuerlingshaus, Westerbrede 7 Flur: 1, Flurstück: 358 !/\|BW]] | Heuerlingshaus                                                                                           | Schnathorst Westerbrede 7 Flur: 1, Flurstück: 358 Karte                     | Fachwerkhaus mit Dreiständergerüst. Giebeldreieck des Wirtschaftsgiebels und Spitze des Wohngiebels verbrettert. | 19. Jahrhundert                | 24. Mai 1991                        | 17              |
| [[Vorlage:Bilderwunsch/code!/C:52.274117,8.712208!/D:Heuerlingshaus, Hinter der Kirche 3 Flur: 3, Flurstück: 588 !/\|BW]]                                                                                                  | Heuerlingshaus                                                                                           | Schnathorst Hinter der Kirche 3 Flur: 3, Flurstück: 588 Karte               | Dreiständerhaus von ursprünglichen sechs Gebinden Länge. | 1716                           | 6. Jan. 1992                        | 18              |
| [[Vorlage:Bilderwunsch/code!/C:52.274409,8.712415!/D:Bauernhaus, Dorfstraße 8 Flur: 3, Flurstück: 576 !/\|BW]] | Bauernhaus                                                                                               | Schnathorst Dorfstraße 8 Flur: 3, Flurstück: 576 Karte                      | Kleines Vierständer-Hallenhaus. | Kerngerüst 17./18. Jahrhundert | 14. Mai 1992                        | 19              |
| [[Vorlage:Bilderwunsch/code!/C:52.260529,8.698699!/D:Bauernhaus (Haupthaus ohne massive Anbauten), Mühlenbruchweg 38 Flur: 2, Flurstück: 412 !/\|BW]]                                                                      | Bauernhaus (Haupthaus ohne massive Anbauten)                                                             | Tengern Mühlenbruchweg 38 Flur: 2, Flurstück: 412 Karte                     | Vierständer-Hallenhaus mit weißem Putzgefache. | Anfang 19. Jahrhundert         | 11. Jan. 1995                       | 20              |
| [[Vorlage:Bilderwunsch/code!/C:52.265516,8.592751!/D:Zweiständer-Bauernhaus mit vorgelagertem Brunnen (ohne Stallflügel), Teudenfeld 2 Flur: 22, Flurstück: 96 !/\|BW]]                                                    | Zweiständer-Bauernhaus mit vorgelagertem Brunnen (ohne Stallflügel)                                      | Oberbauerschaft Teudenfeld 2 Flur: 22, Flurstück: 96 Karte                  | Zweiständer-Bauernhaus mit engmaschigem Fachwerk aus kräftigen Hölzern. Beide Giebelseiten über profilierte Knaggen vorkragend. Giebelspitzen verbrettert. Dachdeckung auf der Ostseite mit roten Falzziegel-Pfannen; auf der Westseite noch mit alten Tonhohlpfannen. Dreiräumiges, teilunterkellertes Kammerfach nach Norden. Die Flettdeele und die Wirtschaftsdeele sind noch nicht voneinander abgeteilt. Beeindruckend breite und tiefe Wirtschaftsdeele mit kräftiger Kopfbandabstrebung. Die Flettzone kann von der östlichen Traufseite noch über eine horizontale geteilte Tür betreten werden. In der Nähe dieser Tür liegt außerhalb des Gebäudes ein Brunnen mit Sandsteineinfassung. | Haus 1785                      | 5. Apr. 1995                        | 21              |
| [[Vorlage:Bilderwunsch/code!/C:52.272316,8.671606!/D:Eingeschossiges Fachwerkgiebelhaus (ohne rückwärtigen Stallanbau), Hauptstraße 1 Flur: 5, Flurstück: 715 !/\|BW]]                                                     | Eingeschossiges Fachwerkgiebelhaus (ohne rückwärtigen Stallanbau)                                        | Hüllhorst Hauptstraße 1 Flur: 5, Flurstück: 715 Karte                       | Kleines, eingeschossiges Fachwerkgiebelhaus an der Einmündung der von Schnathorst kommenden Straßen in die Hauptstraße von Hüllhorst. Vor dem Haus stehen zwei hohe Hausbäume, die die Giebelfront auszeichnen. Der Giebel besitzt Fenster im Erdgeschoss und im Giebel, jedoch keine Haustür. Die Haustür befindet sich an der südlichen Traufseite ebenso wie eine ehemalige, heute zugesetzte Toreinfahrt. Die Toreinfahrt bezeichnet den Wirtschaftsteil des Hauses mit einer ehemaligen innen liegenden Quertenne. Der hintere Abschluss des Hauses teilweise massiv erneuert, jedoch unter Beibehaltung der alten Kubatur und Erstreckung des Gebäudes. Die Quertenne ist heute in Einzelräume aufgeteilt. Bemerkenswert ist die bauzeitliche, großzügige Unterkellerung des gesamten Wohnteils. | Mitte 19. Jahrhundert          | 19. Mai 1995                        | 22              |
| [[Vorlage:Bilderwunsch/code!/C:52.267143,8.732614!/D:Fachwerk-Heuerlingshaus (ohne Anbauten), Paustweg 14 Flur: 1, Flurstück: 471 !/\|BW]]                                                                                 | Fachwerk-Heuerlingshaus (ohne Anbauten)                                                                  | Bröderhausen Paustweg 14 Flur: 1, Flurstück: 471 Karte                      | Dreiständerbau von sechs Gebinden mit Oberrähmzimmerung. Dachbalken und Ständer der Dielenseitenwände sind durch dreifach gekehlte Kopfbänder ausgesteift. Die übrige Aussteifung des Hausgerüstes besorgen Fußstreben. Die Gefache sind in der Regel durch jeweils zwei Riegel gegliedert. Der Wohngiebel kragt zweifach über Knaggen vor, der Wirtschaftsgiebel zeigt einen Steckwalm. | 1707                           | 5. Dez. 1997                        | 23              |
| [[Vorlage:Bilderwunsch/code!/C:52.274766,8.666693!/D:Fachwerkhaus (nur Umfassungswände und Dachwerk), An der Trift 6 Flur: 5, Flurstück: 723 !/\|BW]]                                                                      | Fachwerkhaus (nur Umfassungswände und Dachwerk)                                                          | Hüllhorst An der Trift 6 Flur: 5, Flurstück: 723 Karte                      | Geschossig abgezimmerter Fachwerkbau von elf Gebinden mit Fußstrebenaussteifung; Steilgiebel mit engmaschigem Fachwerk und Verbretterung in der Giebelspitze. |                                | 1. Sep. 1998                        | 24              |
| [[Vorlage:Bilderwunsch/code!/C:52.289256,8.684713!/D:Niederdeutsches Hallenhaus mit Kammerfach (ohne Anbauten), Zum Berge 23 Flur: 1, Flurstück: 310/67 !/\|BW]]                                                           | Niederdeutsches Hallenhaus mit Kammerfach (ohne Anbauten)                                                | Holsen Zum Berge 23 Flur: 1, Flurstück: 310/67 Karte                        | Niederdeutsches Hallenhaus mit Kammerfach als fachwerkener Zweiständerbau. Der Wirtschaftsgiebel zeigt mit seinem engen, durch Fußstreben ausgesteiften Fachwerkgefüge und dem beschnitzten Torgestell nebst zweifach vorkragendem Giebeldreieck ebenso charakteristische Merkmale des Fachwerks jener Zeit wie der – im Erdgeschoss allerdings stark erneuerungsbedürftige – Wohngiebel mit seiner vorkragenden Kornbühne und der reichen Durchfensterung der Kammerfachräume. | 1836                           | 10. Dez. 2003                       | 25              |
| [[Vorlage:Bilderwunsch/code!/C:52.274679,8.712571!/D:Scheune bei Hof Obermeier, Dorfstraße 9 Flur: 3, Flurstück: 582 !/\|BW]]                                                                                              | Scheune bei Hof Obermeier                                                                                | Schnathorst Dorfstraße 9 Flur: 3, Flurstück: 582 Karte                      | Scheune mit weißen Gefachen und Holzfüllungen in den Giebeln, zwei Tore in den Giebelwänden, rote Pfannendeckung. | 1823                           | 10. Dez. 2003                       | 26              |
| [[Vorlage:Bilderwunsch/code!/C:52.263411,8.667233!/D:Fachwerk-Heuerlingshaus, Gartenweg 83 Flur: 3, Flurstück: 753 !/\|BW]]                                                                                                | Fachwerk-Heuerlingshaus                                                                                  | Hüllhorst Gartenweg 83 Flur: 3, Flurstück: 753 Karte                        | Fachwerkenes Heuerlingshaus als Vierständerbau vom Typ des Durchgangsdielenhauses. Es kamen in großem Umfang Hölzer eines älteren Holzgerüstes zur Verwendung. Auffallend sind die sehr niedrigeren Hillen über den Seitenschiffen, von denen die linke einen Lehmbelag aufweist sowie weiter die unterschiedliche Form der Knaggen am Wohngiebel, wo auch zwei größere, zwischenzeitliche Wandöffnungen bemerkenswerte Bauspuren darstellen. Zeittypisch weist das Gebäude unter den Fenstern keine Brüstungsriegel aus, was auf eine Ausmauerung durch die Steine von Beginn an hindeutet. | 1848                           | 16. Feb. 2006                       | 27              |
| [[Vorlage:Bilderwunsch/code!/C:52.255055,8.703424!/D:Vierständerhaus mit roten Backsteinfüllungen, Bröderhausener Straße 14 Flur: 3, Flurstück: 763 !/\|BW]]                                                               | Vierständerhaus mit roten Backsteinfüllungen                                                             | Tengern Bröderhausener Straße 14 Flur: 3, Flurstück: 763 Karte              | Es handelt sich um einen fachwerkenen Vierständerbau, für dessen Innengerüst vielfach zweitverwendete Hölzer (darunter der Rest eines beschnitzten Torständers und Torsturzes) benutzt wurden. Das engmaschige Fachwerk wird durch Fußstreben ausgesteift. In der Regel gliedern drei Riegel die Gefache, die am Äußeren ausgemauert sind. Die Umfassungswände sind einschließlich des zweifach vorkragenden Wohngiebels ebenso weitgehend erhalten wie die innere Bau- und Raumstruktur. Beherrschender Raum ist die Wirtschaftsdiele mit kräftigen, zweifach gekehlten Kopfbändern. Der Flettbereich vor dem Kammerfach mit Wohnräumen und darüber Kornboden ist nachträglich in der Zeit um 1900 abgeteilt worden. Aus dieser Zeit stammen auch bemerkenswerte Teile der historischen Ausstattung des Gebäudes (Fliesenfußboden und Treppe mit einstigem Flettbereich; Buntglasscheibe zur Stube und dort umlaufende Lambris). | 1815                           | 8. Dez. 2010                        | 28              |
| [[Vorlage:Bilderwunsch/code!/C:52.277852,8.63324!/D:Hofanlage „Kleine Schütte“ Bauernhaus von 1795 mit der Erweiterung von 1927 und der ehemalige Altenteile, Oberbauerschafter Straße 34 Flur: 30, Flurstück: 10 !/\|BW]] | Hofanlage „Kleine Schütte“ Bauernhaus von 1795 mit der Erweiterung von 1927 und der ehemalige Altenteile | Oberbauerschaft Oberbauerschafter Straße 34 Flur: 30, Flurstück: 10 Karte   | Es handelt sich um ein stattliches niederdeutsches Fachwerk-Hallenhaus mit Putzgefachen unter mit Tonpfannen gedecktem Satteldach. Im Bereich des nach Süden ausgerichteten Wirtschaftsteiles wurden Kübbungen (deren Fachwerk traufseitig im beginnenden 20. Jahrhundert an der Westseite und nach 1950 an der Ostseite ersetzt). Das Fachwerkgefüge mit verhältnismäßig enger Ständerstellung weist drei Riegelketten auf und ist doppelt vernagelt. Mittig befindet sich das einschließlich der Torflügel teilweise rekonstruierte Dielentorgestell mit dekorativen Ranken mit Blüten auf den Torständern und einer gefasten Kante, die im unteren Bereich sowie mittig oberhalb der Öffnung in Voluten ausläuft. Südwestlich neben dem Hauptgebäude liegt ein Vierständer-Längsdielenbau auf Natursteinsockel unter mit Pfannen gedecktem Satteldach. Wohn- und Wirtschaftsteil haben Kübbungen unterschiedlicher Breite und Bauzeit unter Schleppdächern. Das doppelt vernagelte Fachwerkgerüst weist eine dreifache Riegelkette auf und hat Putzgefache. Der Südgiebel weist noch eine lange Fußstrebe zur Stabilisierung des Gerüsts auf (die andere wurde bei der Versetzung eines Fensters entfernt). Der nach Süden orientierte Wohnteil hat beidseitig Kübbungen. Das Fachwerk der westlichen Traufwand wurde um 1900 durch Ziegelmauerwerk mit segmentbogigen Öffnungen ersetzt. |                                | 18. Sep. 2013                       | 29              |
| [[Vorlage:Bilderwunsch/code!/C:52.276248,8.712141!/D:Hofanlage mit Wohn- und Wirtschaftsgebäude, Scheune und Brunnen, Bergstraße 7 Flur: 3, Flurstück: 676 !/\|BW]]                                                        | Hofanlage mit Wohn- und Wirtschaftsgebäude, Scheune und Brunnen                                          | Schnathorst Bergstraße 7 Flur: 3, Flurstück: 676 Karte                      | Das Haupthaus von 1848 mit Kammerfach und Wirtschaftsteil von sieben Gebinden, welch letzterer im Jahr 1886 um zwei Gebinde verlängert und mit einem prächtigen neuen Wirtschaftsgiebel versehen wurde. Der Kernbau von 1848 weist im Bereich des Wohnteils eine qualitätvolle Ausstattung des 19. Jahrhunderts und im Wirtschaftsteil Reste eines älteren Gerüsts auf. Mit Ausnahme der nach innen versetzten linken Dielenseitenwand ist das reich mit Inschriften bestückte Gebäude bis hin zum Ziegelsteinbelag der Wirtschaftsdiele weitgehend unverändert im Zustand des ausgehenden 19. Jahrhunderts erhalten. Die Scheune von 1818, eingeschossiger Fachwerkbau von sechs Gebinden mit verbohlten Giebeldreiecken. Der Brunnen aus hochkant gestellten Sandsteinplatten östlich vor der rechten Traufwand des Haupthause. | 1848                           | 17. Sep. 2014                       | 30              |